# Ivan Boukreïev
Pour les articles homonymes, voir Boukreïev.
Ivan Semionovitch Boukreïev (en russe : Иван Семёнович Букреев) est un ténor soviétique puis russe. Il est également artiste du peuple de l'URSS et artiste du peuple de la fédération de Russie.

## Biographie
Ivan Boukreïev est né le 13 janvier 1924 à Zaretchie, en URSS (aujourd'hui dans l'oblast d'Orel, en Russie). Il a servi dans l'armée de l'air durant la Seconde Guerre mondiale, et il y a été sérieusement blessé. En 1944, il est diplômé de l'Académie russe de musique Gnessine, et devient soliste dans un chœur militaire de l'armée de l'air en 1950. Il intègre les Chœurs de l'armée rouge en 1953. Il y chantera comme soliste jusqu'en 1988.
Il devient artiste du peuple de l'URSS en 1974.
Il meurt le 2 octobre 1998 et sera inhumé au cimetière Troïekourovskoïe.

## Chant
Ivan Boukreïev a interprété de nombreuses chansons avec les Chœurs de l'Armée rouge, soit en solo, soit en duo. S'il chanta avec plusieurs solistes différents, Leonid Kharitonov n'accepta lui jamais de chanter en duo qu'avec Ivan Boukreïev. Son répertoire inclut des chansons soviétiques, ainsi que des chansons populaires russes et ukrainiennes.
Avec les Chœurs de l'Armée rouge, Boukreïev a notamment interprété les chansons suivantes :
- À quoi rêves-tu, Croiseur Aurore ?
- Attendez votre soldat
- Bella ciao (en duo avec P. Slastnoï)
- Chanson de Prague
- Il s'en va, le garde-frontière
- Je t'emmènerai dans la toundra
- Konakovo
- La lettre allait
- La ville de Rostov
- Les Nuits de Moscou (Le temps du Muguet, voix reprise dans le film Tout le monde n'a pas eu la chance d'avoir des parents communistes).
- Ne pleure pas jeune fille[2]

Au sujet d'Ivan Boukreïev et d'Evgueni Beliaïev (dont il avait été suggéré que le succès en Occident dépassait celui de Boukreïev, voire qu'il lui ferait de l'ombre), Leonid Kharitonov dit la chose suivante : « Boukreïev n'avait aucune réaction particulière vis-à-vis du succès de Beliaïev. En fait, il était heureux pour son collègue. D'ailleurs, ce serait assez étrange de les comparer, attendu qu'ils sont deux types de ténors très différents - Beliaïev était un ténor lyrique (avec une voix plus aigüe), et Boukreïev était lyrique et dramatique (avec la voix plus grave). Boukreïev n'a jamais chanté en tant que soliste à l'étranger. Beliaïev n'a chanté que trois chansons à l'étranger et était principalement connu pour la chanson Kalinka. En URSS, leurs popularités étaient égales. Boukreïev ne buvait jamais d'alcool et était un bon mari et père pour sa femme et ses filles. »

## Décorations et distinctions
- Artiste du peuple de l'URSS
- Artiste du peuple de la fédération de Russie
- Ordre de l'Insigne d'honneur
- Ordre de l'Étoile rouge
- Ordre de la Guerre patriotique